# Letterman Digital Arts Center

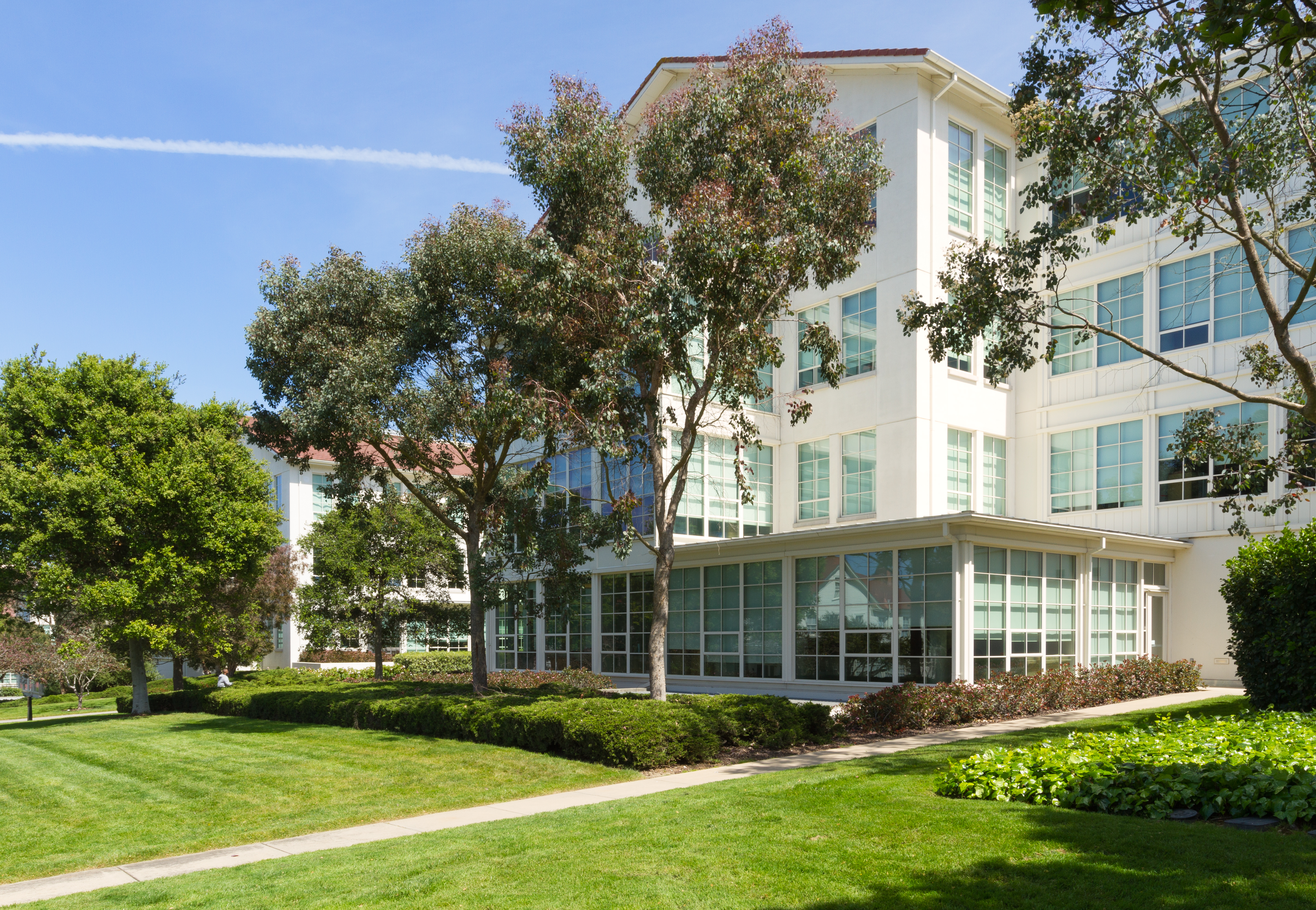
Seitenansicht von Building B des Letterman Digital Arts Center

Das Letterman Digital Arts Center ist ein Gebäudeensemble im Presidio von San Francisco, das als Firmensitz von LucasArts, Industrial Light & Magic, sowie als Standort verschiedener Abteilungen von Lucasfilm Ltd. dient. Die Einrichtung wurde auf dem ehemaligen Gelände des nach dem Militärarzt Jonathan Letterman (1824–1872) benannten Letterman Army Hospital errichtet und führt dessen Namenstradition weiter. Das im Jahr 2005 eröffnete Center erhielt aufgrund seiner ressourcenschonenden und nachhaltigen Bauweise, bei der Teile des abgerissenen Militärkrankenhauses wiederverwendet wurden, eine Gold-Zertifizierung nach dem LEED-Standard. Der sich den Gebäuden anschließende Park wurde nach Plänen des amerikanischen Landschaftsarchitekten Lawrence Halprin angelegt.

## Lage und Beschreibung

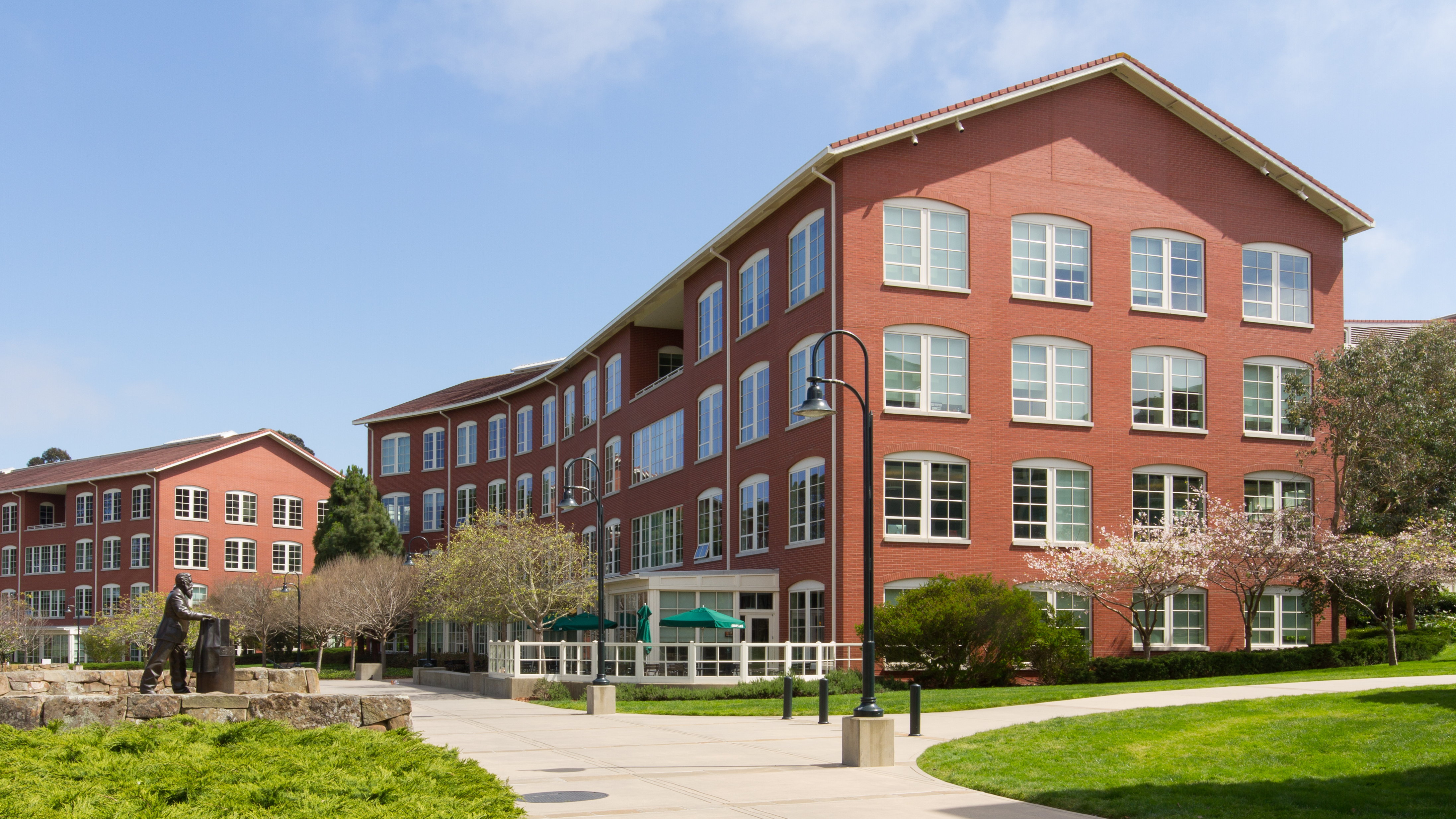
Building C und D

Das Letterman Digital Arts Center liegt im Presidio von San Francisco, einem ehemaligen Militärstützpunkt, der heute als Teil der Golden Gate National Recreation Area vom Presidio Trust verwaltet wird. Das insgesamt 23 Acres (9,3 Hektar) große Gelände des Center umfasst vier fünfstöckige Gebäude („Building A–D“), die zusammen eine Nutzfläche von 850.000 Quadratfuß (79.000 Quadratmeter) bieten. Die Gebäude umrahmen einen in nordöstlicher Richtung gelegenen Park von 17 Acres (6,9 Hektar), der für die Öffentlichkeit frei zugänglich ist. Im Rahmen der Einweihung im Jahr 2005 nannte George Lucas die technische Ausstattung der Gebäude „the most powerful and sophisticated in the entertainment business“. Lichtwellenleiter verbinden die einzelnen Büros und sorgen dafür, dass große Bild- und Videodateien schnell übertragen werden können. Die jährliche Miete von insgesamt 5,6 Millionen Dollar stellte im Jahr 2005 17 Prozent der Einnahmen des Presidio Trust dar.

## Bau und Einweihung

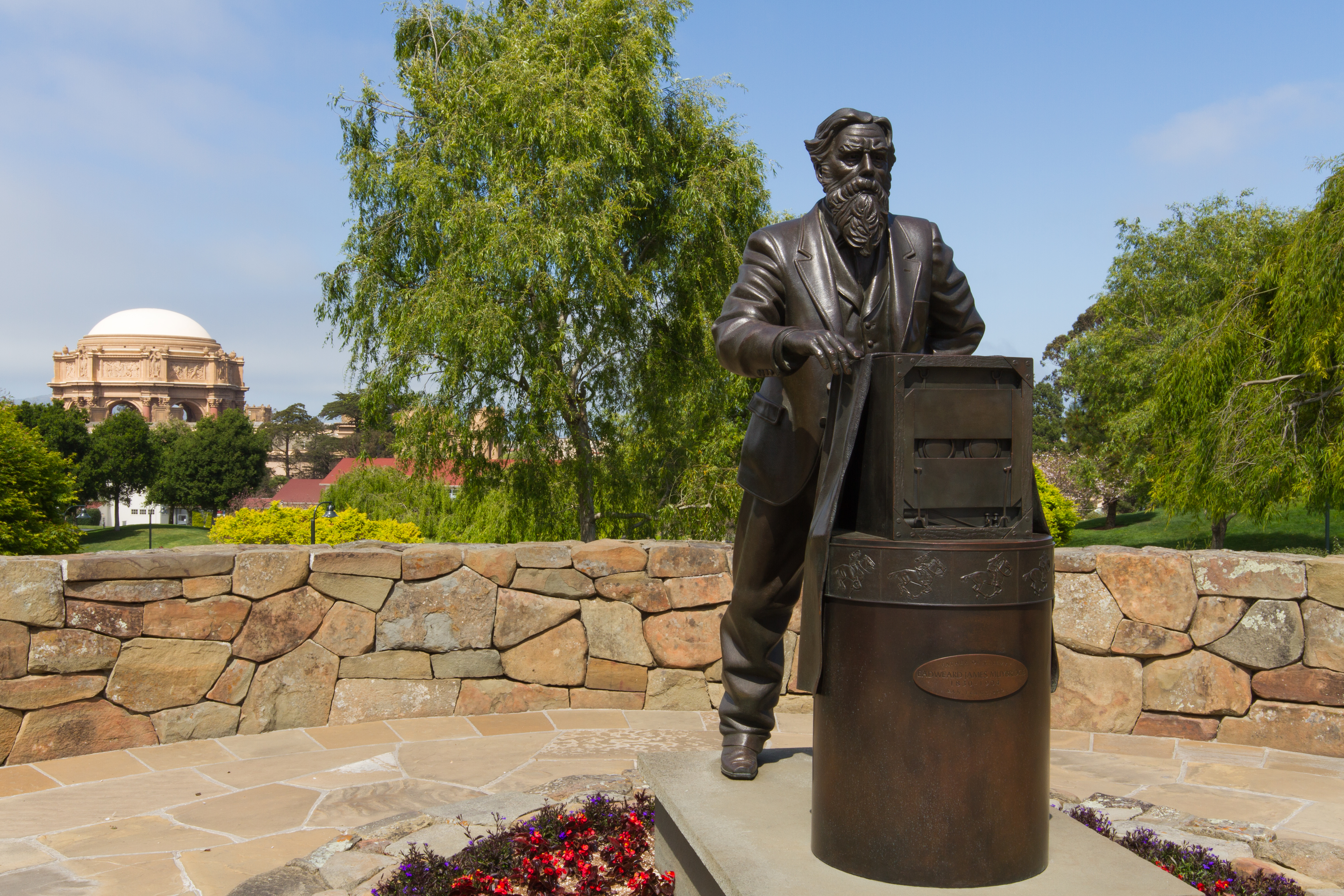
Statue des Pioniers der Chronofotografie Eadweard Muybridge am Rande des Parks des Letterman Digital Arts Center; im Hintergrund der Palace of Fine Arts

Bereits 1999 begann der Presidio Trust mit Überlegungen, wie das Gelände des ehemaligen Militärkrankenhauses im Presidio neu genutzt werden könnte. Den Zuschlag in einem vom Trust initiierten Wettbewerb erhielt George Lucas mit seinem Vorschlag, Lucasfilm Ltd. und eine Reihe anderer Firmen aus dem Bereich der Unterhaltungsindustrie im Presidio anzusiedeln. Das seit dem Abzug der Armee im Jahr 1994 leerstehende Letterman Army Hospital wurde abgerissen und alle noch verwendbaren Materialien für den späteren Bau aufbewahrt.
Der Bau stieß auf vielfache Kritik, da die Gebäude keine öffentliche Funktion erfüllen und nach Aussagen der Kritiker den Blick auf die Bucht von San Francisco und den nahegelegenen Palace of Fine Arts verstellen. Als Reaktion auf die Kritik wurden die Baupläne angepasst und die Gebäudehöhe reduziert.
Nach dem Spatenstich am 8. Februar 2003 wurde das 300 Millionen Dollar teure Center in rund zweijähriger Bauzeit fertiggestellt. Beim Bau wurden rund 50 Prozent des Betons des Militärkrankenhauses wiederverwendet. Für diese ressourcenschonenden Bauweise erhielt das Letterman Digital Arts Center später eine Gold-Zertifizierung nach dem LEED-Standard.
Die Einweihung des Centers fand am 25. Juni 2005 statt. Zu diesem Anlass lud George Lucas rund 2.000 Gäste ein. Unter diesen befanden sich fünf Bürgermeister der Stadt San Francisco und zwei Mitglieder des amerikanischen Senats, sowie zahlreiche Prominente aus der Film- und Musikbranche.